# Philippe Buchez

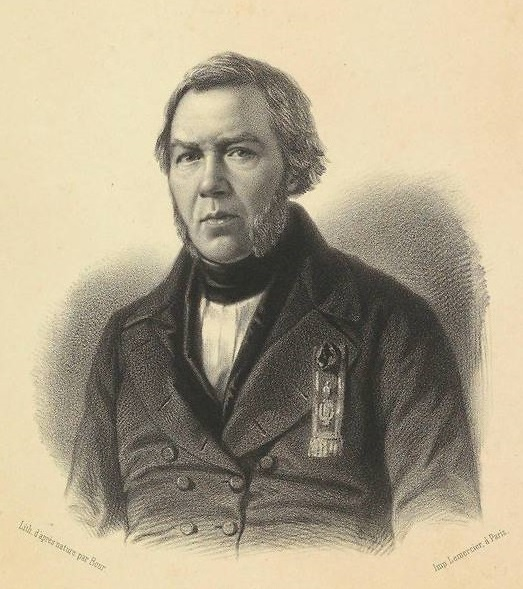
Philippe Buchez, litografi.

Philippe Joseph Benjamin Buchez, född 31 mars 1796, död 11 augusti 1865, var en fransk läkare, skriftställare, socialpolitiker och romersk-katolsk agitator.
Buchez deltog i hemliga sammansvärjningar mot bourbonerna och anslöt sig till den av Saint-Amand Bazard och Barthélemy Prosper Enfantin ledda Saint-Simonistiska rörelsen. I sin tidskrift L'Européen kämpade han för en social reformpolitik på katolsk grundval och med producentkooperation som främsta programpunkt. Dessutom verkade han för sina teorier i religionsfilosofiska och politiska skrifter samt var 1848 nationalförsamlingens president.